# Saint-Mard-de-Réno

Saint-Mard-de-Réno este o comună în departamentul Orne, Franța. În 1 ianuarie 2022 avea o populație de 397 de locuitori.